# Jund
I jund (in arabo ﺟﻨﺪ‎?) erano circoscrizioni amministrativo-militari istituite in Siria dal primo califfo omayyade, Muʿāwiya b. Abī Sufyān, e perfezionate da suo figlio ed erede Yazīd b. Muʿāwiya.
Probabilmente ispirate dai themata bizantini, i jund dovevano garantire all'erario califfale (bayt al-māl) il previsto gettito delle imposte coraniche ed extracoraniche, nonché un numero preventivato di soldati per l'esercito.
I jund siriani furono quelli di Damasco, Qinnasrin, Urdunn (Giordano) e Filasṭīn (Palestina).
Tali nomi furono mantenuti anche in al-Andalus dai governanti omayyadi.